# ريو نيغرو (محافظة)
محافظة ريو نيغرو هي إحدى محافظات الأرجنتين، تقع في شمال باتاغونيا، تجاورها من الجنوب مقاطعات تشوبوت ، ونيوكوين، وميندوزا، ولا بامبا، وبوينس آيرس، يحدها من الشرق المحيط الأطلسي، تنقسم إلى 13 مقاطعة صغيرة يطلق عليها اسم حزب.

## روابط إضافية
- Official Site (Spanish)
- Secretary of Tourism (English, Spanish and Portuguese)
- Guía web de Río Negro نسخة محفوظة 23 نوفمبر 2010 على موقع واي باك مشين.
- Río Negro info (English)
- Pictures of Río Negro
- "Rio Negro - Esmonde Photography". Patrick Esmonde. مؤرشف من الأصل في 2020-03-28. اطلع عليه بتاريخ 2025-05-16. {{استشهاد ويب}}: تجاهل المحلل الوسيط |accessmonthday= لأنه غير معروف (مساعدة)، تجاهل المحلل الوسيط |تعليق= لأنه غير معروف (مساعدة)، وتجاهل المحلل الوسيط |سنة الوصول= لأنه غير معروف، ويقترح استخدام |date= (مساعدة)